# لويس روزنتال
لويس روزنتال (بالإنجليزية: Lois Rosenthal)‏ هي فاعلة خير أمريكية، ولدت في 1938، وتوفيت في 20 يوليو 2014.